# Bimota YB7
La YB7 est un modèle de motocyclette du constructeur italien Bimota.
La YB7 est présentée pour la première fois lors du salon de la moto de Cologne en 1988. Elle est l'œuvre de l'ingénieur Federico Martini.
Elle a été produite exclusivement pour le marché japonais où les contraintes d'importation favorisent les petites cylindrées.

## Description
Le moteur quatre cylindres en ligne provient de la Yamaha 400 FZR. Il développe 65 ch à 12 500 tr/min, pour un couple de presque 4 mkg à 9 500 tr/min. Il est alimenté par quatre carburateurs de 30 mm de diamètre.

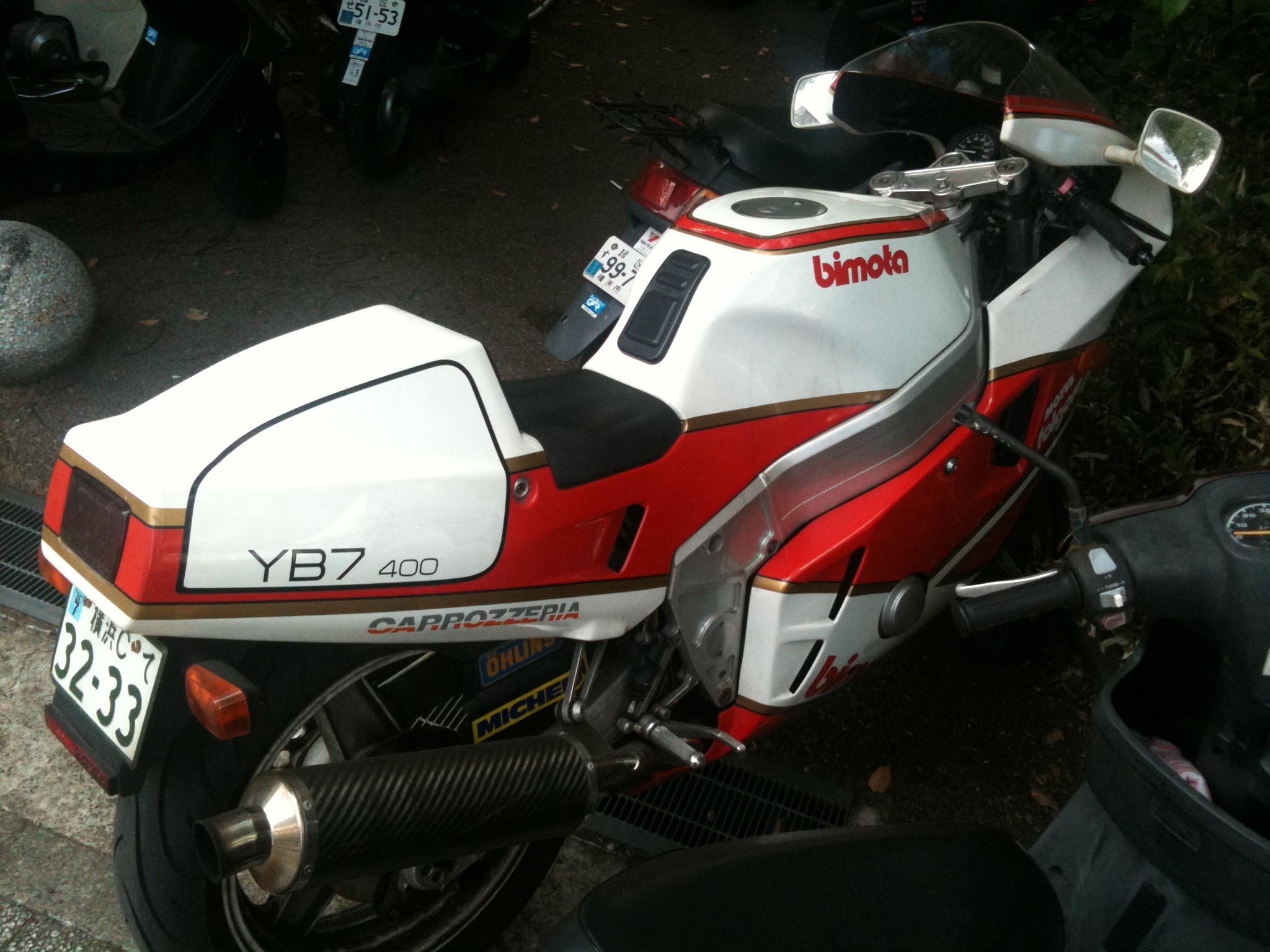
Une autre présentation graphique, blanche et rouge à bande dorée

La fourche télescopique est signée Marzocchi alors que le monoamortisseur est tiré du catalogue Öhlins.
Le cadre est de type périmétrique, en aluminium. Le bras oscillant est fabriqué dans le même métal.
Le freinage est assuré par Brembo, avec deux disque flottants de 280 mm à l'avant et un unique disque de 230 mm à l'arrière. Ils sont pincés respectivement par des étriers double et simple pistons.
La YB7 était disponible en trois coloris : blanche et rouge à bandes vertes, blanche et rouge à bandes dorées ou blanche et bleu foncé à bandes dorées.
Chaque type de robe a été produite respectivement à 124, 161 et 16 exemplaires. 20 machines ont été vendues non peintes.